# Rotschmiere

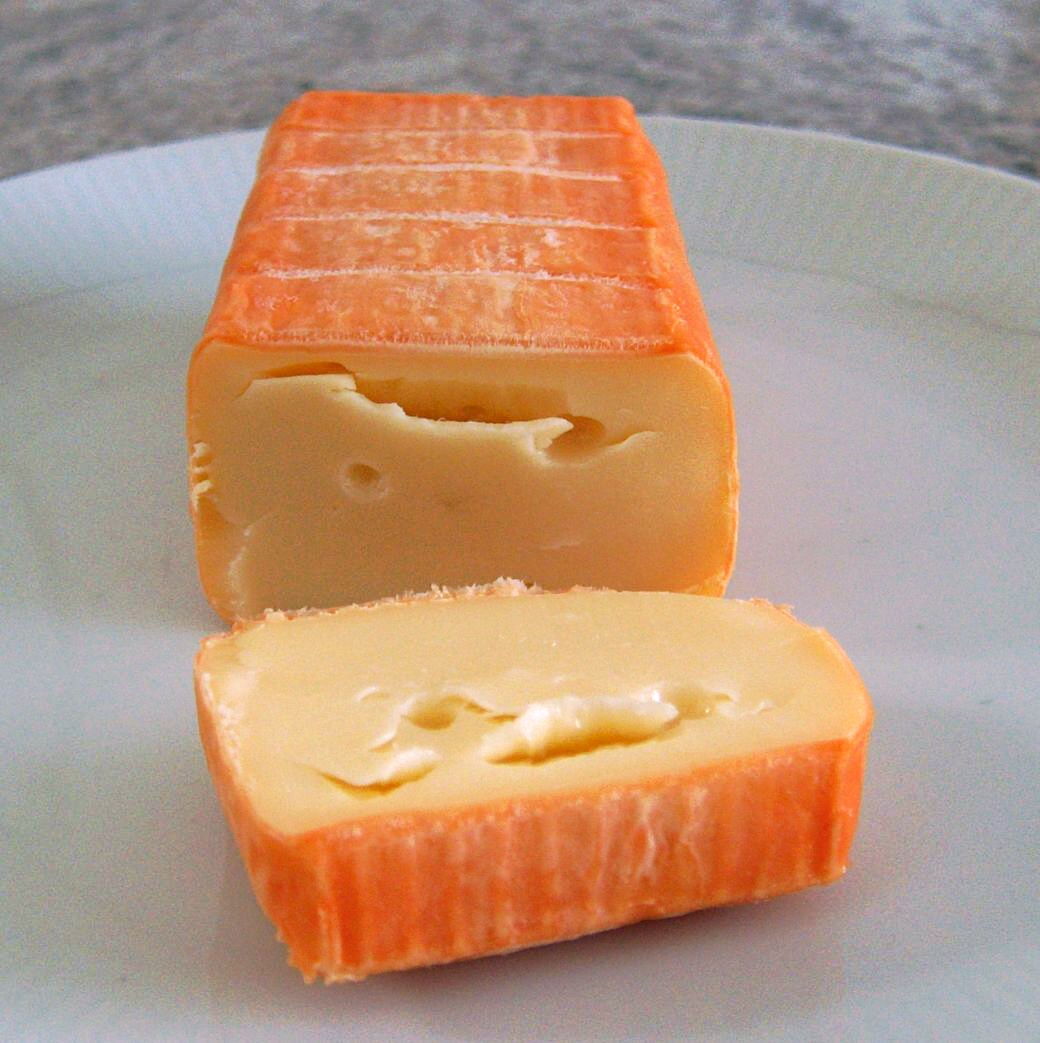
Romadur, ein typischer rotgeschmierter Käse

Rotschmiere ist eine während der Herstellung und Reifung von bestimmten Käsen angewandte Methode der Oberflächenbehandlung. Die so hergestellten Käse werden als Rotschmiere- oder selten als Gelbschmierekäse bezeichnet – und wegen Parallelen etwa zu Weißschimmelkäse auch als Rotschimmelkäse, was aber unzutreffend ist, da die Rindenschicht nicht durch Schimmelpilze, sondern durch Bakterien gebildet wird.

## Reifevorgang
Der Käselaib wird regelmäßig mit verschiedenen Flüssigkeiten (Salzlake, Wein, Bier oder anderen Alkoholika) besprüht, gewaschen oder beschmiert, die sogenannte Rotschmierebakterien enthalten. Ziel ist, die Oberfläche des Käses mit diesen Bakterien zu besiedeln, vor allem Brevibacterium linens. Es bildet sich eine orange-rötliche, leicht schmierig-krümelige Rinde. In der Mikroorganismengesellschaft dieser Oberfläche dominieren die Rotschmierebakterien. Durch ihre Vermehrung werden unerwünschte Mikroorganismen verdrängt. Diese Rotschmierebildung sorgt gleichzeitig für die Entwicklung eines ausgeprägt würzigen Aromas.
Die essbare Rinde wird – außer bei jungen, weichen Sorten – manchmal nicht mitgegessen, da sie ein zu scharfes Aroma entwickeln kann und zudem Weinen einen metallischen Geschmack verleiht.
Insbesondere die Weichkäsearten vom Limburgertyp gelten als die geruchsstärksten Käsesorten und werden gelegentlich als „Stinkekäse“ abgelehnt, während deren Liebhaber den sehr aromatischen, würzigen Geschmack schätzen.
Da Rotschmierekäse unter unzureichenden Hygienebedingungen Listerien enthalten können, wird prophylaktisch vom Verzehr während einer Schwangerschaft und bei geschwächtem Immunsystem abgeraten.

## Typische Rotschmierekäse
- Maroilles
- Époisses
- Chaumes
- Limburger
- Munster
- Pont-l’Évêque
- Quargel
- Reblochon
- Romadur
- Schlierbacher
- Taleggio
- Tilsiter
- Weinkäse